# Cranberry Soda
『Cranberry Soda』（クランベリー・ソーダ）は、河村隆一の1枚目のミニ・アルバム。1997年6月21日にgai RECORDSからリリースされた。

## 概要
- 河村隆一がソロデビュー後に発売された初のアルバム作品。元SOFT BALLETの藤井麻輝との共作。
- 本作発売の5か月後に発売された、『Love』がオリジナル・アルバム扱いながら、収録曲の半分以上が既存楽曲で占められているのとは対照的に、本作収録曲にシングルA面・C/W曲・他の歌手への提供楽曲は一切ない。
- オリジナル曲のみの収録ではあるが、70万枚を超える売上を記録している。
- 歌詞カードの字体は曲によって異なり、1,2,5がゴシック体、3,4,7が明朝体で表記された。

## 収録曲
| 全作詞・作曲: 河村隆一。 |                                         |           |            |                    |      |
| #                        | タイトル                                | 作詞      | 作曲・編曲 | 編曲               | 時間 |
| 1.                       | 「TWINKLE」                             | 河村隆一  | 河村隆一   | 藤井麻輝           | 4:05 |
| 2.                       | 「BALLOON」                             | 河村隆一  | 河村隆一   | 河村隆一・難波正司 | 3:58 |
| 3.                       | 「ORANGE」                              | 河村隆一  | 河村隆一   | 菊地大輔           | 5:04 |
| 4.                       | 「REAL」                                | 河村隆一  | 河村隆一   | 菊地大輔           | 4:28 |
| 5.                       | 「RED」(STRINGS ARRANGEMENT:大島ミチル) | 河村隆一  | 河村隆一   | 藤井麻輝           | 4:08 |
| 6.                       | 「DEMO」                                | 河村隆一  | 河村隆一   |                    | 1:51 |
| 7.                       | 「SE,TSU,NA,」                          | 河村隆一  | 河村隆一   | 菊地大輔           | 4:01 |
| 合計時間:                | 合計時間:                               | 合計時間: | 27:35      |                    |      |

### 楽曲解説
1. TWINKLE
2. BALLOON
  - 1997年のツアー鼓動日本武道館公演では飛び跳ねるようにしてうたっていた。「Love」に収録されたLive音源である「でも淋しい夜は...」のアウトロで、この曲のイントロが流れている。
3. ORANGE
  - のちに同名のアルバムが発売される。
4. REAL
5. RED
  - アルバム収録バージョンとは違う「ノイジーバージョン」も制作時に存在していた。
6. DEMO
  - 名前の通り「デモテープ」をそのまま収録した作品。LUNA SEAは常に完成されたものを作品にしていたが、ソロなので未完成なものを発表するという挑戦をしてみたかったと河村が語っている。このデモ音源はフルアルバムにて完成形を発表すると公言し、予告通り「でも淋しい夜は...」の名前で発表された。ラジカセで録ったような風合いの曲で、収録時間も1分50秒程と本作の収録曲最短（なお、完成版はイントロなどを含めると4分半近い長さになっている）。Instrumentalではないが歌詞はなく全編「ラララ」で歌われている。
7. SE,TSU,NA,
  - シングル曲ではないがベスト・アルバムに収録された。